# Paratriodonta morio
Paratriodonta morio är en skalbaggsart som beskrevs av Fabricius 1792. Paratriodonta morio ingår i släktet Paratriodonta och familjen Melolonthidae. Inga underarter finns listade i Catalogue of Life.